# IJzeren hond

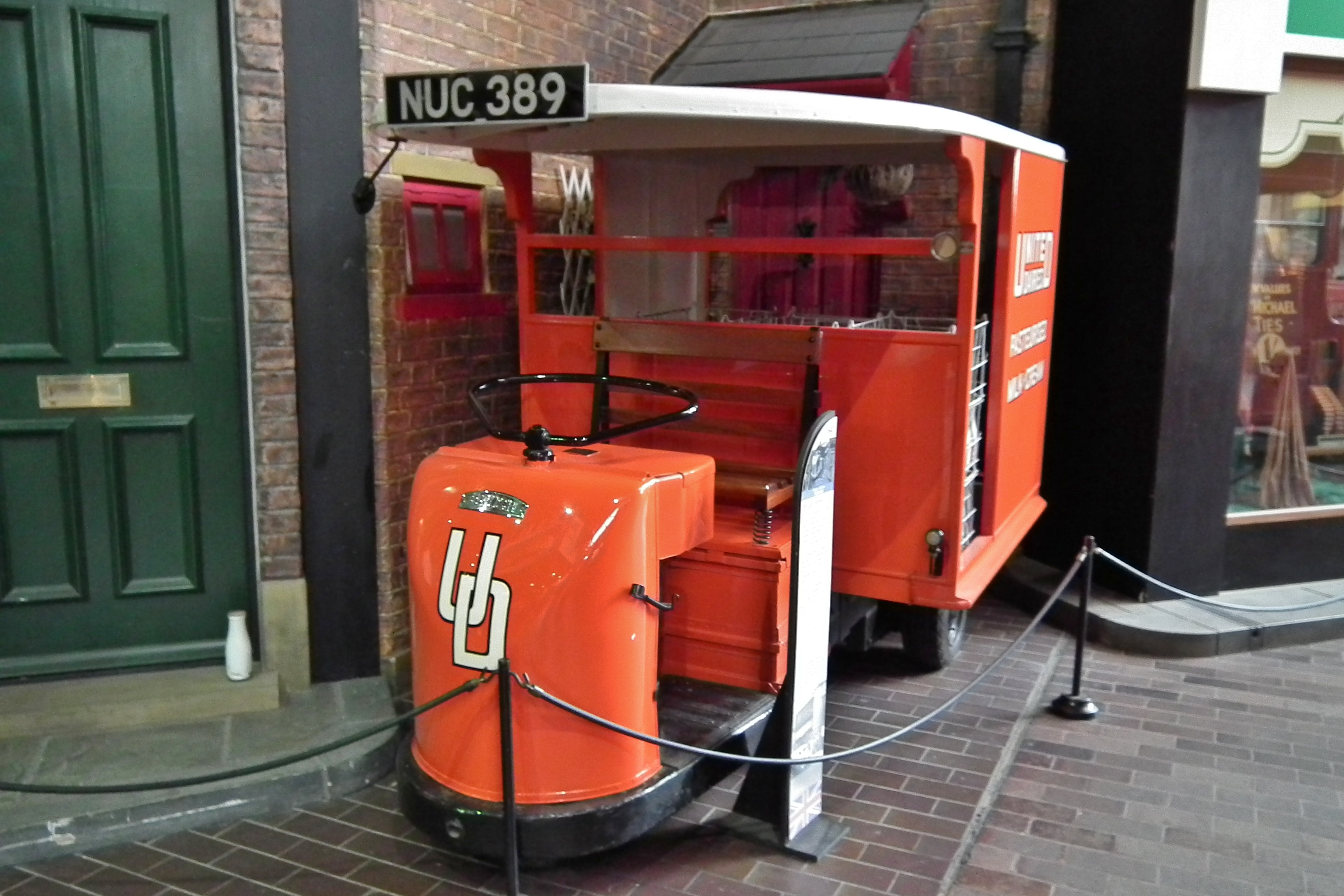
Brits exemplaar van een ijzeren hond

Een ijzeren hond is een motorvoertuig uit de jaren 50 en 60 van de twintigste eeuw om door venters aangeboden waren naar de klanten te vervoeren.
Het had drie wielen, waarvan het derde over 360 graden draaibaar was en waarop tevens de tweetaktmotor was bevestigd. Aan dit wiel zat tevens de stuurstang bevestigd met een gas- en koppelingshendel en de rem. De snelheid was beperkt tot loopsnelheid, waardoor de venter lopend het voertuig kon laten voortbewegen. Later waren er ook exemplaren met versnellingen. Ook waren er uitvoeringen met een zitplaats voor de venter. Om meer comfort te bieden waren er later ook uitvoeringen met een halfopen cabine.
Aanleiding tot de invoering van dit voertuig was een verbod op honden als trekdieren voor verkoopwagens te gebruiken. Dit verklaart ook de naam. 
Na de Watersnoodramp van 1953 werd vanuit Groot-Brittannië hulp geboden door het aanbieden van deze voertuigen. Het werd gebruikt door melkboeren, petroleumboeren, bakkers en andere deur-aan-deurverkopers. De meesten gingen later over op kleine bestelauto's of een elektrische bezorgwagen.